# Sladuevo
Sladuevo (makedonska: Сладуево) är en ort i Nordmakedonien. Den ligger i kommunen Demir Hisar, i den sydvästra delen av landet, 80 kilometer söder om huvudstaden Skopje. Sladujevo ligger 631 meter över havet och antalet invånare är 105.